# Raska yu
Raska yu es una canción compuesta e interpretada por el músico mallorquín Bonet de San Pedro. Se trata de uno de los mayores éxitos musicales en España durante la década de 1940.

## Descripción
Con ritmo de foxtrot, y con una base de indudable humor negro, el tema relata la historia de un personaje que visita a su amor fallecido en el cementerio y allí entabla amistad con esqueletos varios. Además se pregunta que hará el personaje una vez fallecido, ya que únicamente será un cadáver.
De enorme éxito en su momento, el tema se alzó al número dos de la lista de éxitos musicales en España en 1943. No obstante ello, tuvo problemas con la censura de la época, pues se podía interpretar como una velada alusión a Francisco Franco o un cuestionamiento de los dogmas de la religión católica, la oficial en el país en ese momento (la vida después de la muerte, con la estrofa...Cuando mueras (...) tú serás un cadáver nada más).
En cuanto, al origen de la canción, se ha especulado sobre la inspiración del autor en el tema La boda negra, del cubano Alberto Villalón, a su vez basada en un hecho real sobre un enamorado, Francisco Caamaño, que en La Habana de principios del siglo XX desenterró a su prometida recién fallecida por tuberculosis para convivir con el cadáver. Se han encontrado también paralelismos con la historia narrada en el corto de animación I'll Be Glad When You're Dead, Rascal You (1932), con el personaje de Betty Boop y que fue la primera aparición de Louis Armstrong en una película. Finalmente, también se ha querido encontrar su génesis en la historia real del doctor Carl Tanzler.

## Versiones
- Versionada, entre otros, por Rudy Ventura (1960), Los Gatos Negros (1966), la Topolino Radio Orquesta (1981), Paco Clavel con Fangoria (1989), Peret (2009) y Diego García (2018).[10]

- También versionada en el programa de televisión Telepasión de La 1 de TVE en 2019 por Juan Antonio Simarro, Quico Taronjí y Fernando Timón.

## En la cultura popular
- El tema se menciona en varios ejemplares de la Literatura española del siglo XX, como Ha estallado la paz de José María Gironella o La búsqueda de interlocutor, de Carmen Martín Gaite.[11]
- Además, forma parte de la banda sonora de la película Canciones para después de una guerra (1972), de Basilio Martín Patino.[12]